# 完整網域名稱

完整網域名稱的樹狀圖

完全合格網域名稱，縮寫為FQDN，又譯為完全资格域名、完整網域名稱，也稱為絕對網域名稱、 绝对域名，是網域名稱的一種，能指定其在域名系统（DNS）树状图下的一个確實位置。一個完全资格域名會包含所有域名級別，包括顶级域名和根域名。完整網域名稱這個名稱的由來，是因為它沒有模糊空間，只能用一種方式來解析。完整網域名稱是因應網際網路上需要一個統一識別方式而出現，在1980年代後期快速成長。
完整網域名稱由主機名稱與母網域名稱兩部份所組成，例如有一部伺服器的本地主機名為myhost，而其母域名為example.com.，那指向該伺服器的完整網域名稱就是myhost.example.com.。雖然世界上可能有很多伺服器的本地主機名是myhost，但myhost.example.com.是唯一的，因此完整網域名稱能識別該特定伺服器。